# Вертикальный поиск
Вертикальный поиск — общее название для тематических систем поиска в сети Интернет. Системы вертикального поиска ориентированы на конкретную область и позволяют осуществлять глубокий поиск именно по данной тематике.
Например, существуют системы поиска для автолюбителей, для людей, интересующихся недвижимостью или для тех, кто ищет и предлагает работу.
Google, Yahoo, MSN — не являются вертикальными поисковыми системами. Это горизонтальный поиск, с включением элементов вертикального поиска — картинки, продукты, видео.
Такие лидеры рынка поиска в Web, как Google, Yahoo и другие, не оставили вертикальный поиск без внимания. Все они дают своим пользователям возможность искать информацию в локальных бизнес-каталогах и предлагают в этом свою помощь. Одни имеют службы поиска работы. Другие предлагают иные уровни поиска мультимедиаконтента.
Но эти службы изначально не предназначены для поиска информации, посвященной конкретной теме, на этом специализируются другие компании. В отличие от аналогов общего назначения вертикальные службы поиска в своих индексах содержат информацию по конкретной тематике.
Сайты вертикального поиска существуют в тех сферах, где пользователю необходимо быстро и качественно фильтровать имеющуюся информацию, например, в области продаж авиабилетов или поиска вакансий. Как правило, такие сайты зарабатывают как посредники за счет привлечения дополнительного трафика на сайты клиентов.
Вертикальный поиск может рассматриваться в качестве альтернативы поиску традиционному, в тех случаях когда нужен не ответ на конкретный вопрос, а подборка информации по теме. Вертикальный поиск в идеале должен предоставить максимально разнообразную, релевантную и точную выдачу, и никакой традиционный поисковик (на сегодняшний день) решить задачу на таком уровне не может.
Сегодня еще существует много проблем, связанных с установлением критериев поиска и различных интерфейсов по вертикальным категориям. С этой же проблемой сталкиваются компании, занимающиеся составлением «Желтых страниц» в Интернете. Менее крупные вертикальные игроки могут тем временем набираться опыта и присматриваться к запросам различных категорий, но они не могут подняться до такого же уровня, как Google или  Yahoo!